# Forêt de Mau
La forêt de Mau est une forêt se trouvant au Kenya, dans la Vallée du Grand Rift. Cette forêt est le plus grand écosystème de forêt à canopée fermée du Kenya. Sa superficie est de 273 300 hectares.
Elle couvre les pentes ouest de l'Escarpement de Mau.